# COSPAR
COSPAR (Committee on Space Research) blev oprettet som en kommission under ICSU (International Council of Scientific Unions) i 1958 efter opsendelsen af de første sovjetiske og amerikanske satellitter og under indtryk af det verdensomspændende samarbejde etableret af ICSU under IGY (International Geophysical Year) i 1958. Danmark er medlem af COSPAR gennem Det Kongelige Danske Videnskabernes Selskab. COSPARs vigtigste opgave er at fremme det internationale samarbejde om rumforskning og andre aktiviteter i rummet. I de første år var COSPAR som en strengt videnskabelig og politisk neutral organisation det eneste forum, hvor det internationale rumforskningssamarbejde mellem øst og vest kunne udfolde sig under den igangværende kolde krig.    

## Fredelig udnyttelse af Rummet
Samarbejdet indenfor COSPAR mellem rumforskere var med til at skabe forudsætningerne for FN aftalen fra 1967 (UN Outer Space Treaty) om den fredelige udnyttelse af Rummet. Første præsident for COSPAR var professor H.C. van de Hulst, mens første vicepræsident var professor E.K. Federov, som tillige var Sovjetunionens forhandler ved kernevåben nedrustningsforhandlingerne i Genève. COSPAR fik overdraget udformningen af internationale regler og standarder for beskyttelse mod organisk og biologisk forurening af planeter (herunder Jorden selv) i henhold til FN aftalens pkt. IX.

## COSPARs formål og regler (Charter)
COSPARs Charter opdateret i 1998 indeholder foruden betingelser for medlemskab og regler for præsidium og repræsentantskab følgende formålsparagraf:
“COSPAR shall be a Scientific Committee of ICSU (International Council of Scientific Unions).
Its objectives shall be to promote on an international level scientific research in space, with emphasis on the exchange of results, information and opinions, and to provide a forum, open to all scientists, for the discussion of problems that may affect scientific space research. This shall be achieved through the organization of scientific assemblies, publications or any other means.
COSPAR shall report to ICSU on its activities and provide scientific advice on matters concerning scientific space research to the UN and other organizations as required.”

## Global rumforskningsorganisation
COSPAR er stadig den eneste globale rumforskningsorganisation og tjener dels som forbindelse mellem de nationale eller regionale rumforskningsorganisationer (NASA, ESA, CNES, ISAS, RSA osv.) og dels som kontakt til og støtte for spæde rumforskningsaktiviteter i udviklingslandene. Den globale karakter understreges bl.a. af de store COSPAR videnskabelige konferencer, der holdes hvert andet år, og som samler deltagere fra alle verdensdele. I tillæg arrangerer COSPAR workshops, uddannelsesseminarer og regionale konferencer specielt i udviklingslandene. Den 40. COSPAR konference og generalforsamling blev holdt i Moskva i 2014 og havde over 3000 deltagere. Den 41. COSPAR konference og generalforsamling skulle holdes i Istanbul i 2016, men blev aflyst efter urolighederne i Tyrkiet. Den 42. COSPAR konference, der også skal markere COSPARs 60-års jubilæum, holdes i juli 2018 i Pasadena i Californien. 
Desuden har COSPAR en betydelig rolle som rådgivende organ for FN og andre mellemstatslige organisationer i spørgsmål vedrørende rummet og rumforskning og tjener som ekspertpanel for udarbejdelse af internationale videnskabelige og tekniske regler og standarder for aktiviteter i rummet. COSPAR rapporterer stadig hvert år til FN’s generalsekretær vedrørende rumaktiviteter, som kunne medføre biologisk eller organisk forurening af fremmede planeter, eller indebære farer for livet på Jorden ved hjemført biologisk eller organisk materiale. COSPAR står endvidere for udarbejdelse og opdatering af internationale standarder som f.eks. CIRA, COSPAR International Reference Atmosphere, der bygger på koordinerede atmosfæremålinger.

## Road Maps for rumforskning
COSPAR udfører tillige rådgivende og koordinerende virksomhed bl.a. gennem udarbejdelse af ”Road Maps” for rumaktiviteter indenfor udvalgte felter. Således i 2012 udgav COSPAR ”Road Map for Astronomy” med anbefalinger af samarbejde om udvalgte astronomiske rumforsknings-projekter. Ligeledes i 2012 ”Road Map for global space exploration” med anbefaling af udstrakt samarbejde om rumprojekter med udviklingslande, der kunne tilføre ny dynamik til spørgsmål som oprindelse og udvikling af vort solsystem og af liv på Jorden (og muligvis andetsteds). I 2015 udgav COSPAR ”Road Map for Space Weather” i samarbejde med ILWS (International Living With a Star). Senest er under udgivelse ”Road Map for Earth-system science”, som sigter mod et globalt samarbejde om observationer og forskning vedrørende en total ”Earth-System Model”, som forener studier af atmosfære, oceaner, is, land og biokemiske komponenter for blandt andet at fremme (men ikke begrænset til) studier af klimaforandringer.
På informationssiden er COSPAR udgiver af det internationale videnskabelige og tekniske tidsskrift ”Advances in Space Research”, hvor der udkommer et bind ca. en gang hver måned foruden særnumre om udvalgte emner indenfor rumforskning og rumteknologi. ”Advances in Space Research” er et kommercielt produkt og kræver abonnement. Desuden udgives en informationsbulletin ”Space Research Today” hvert kvartal. Denne sendes til de videnskabelige unioner og institutioner knyttet til COSPAR samt til alle medlemmer af de nationale COSPAR komiteer.

## Organisation
COSPARs højeste myndighed er Council, der ledes af komitéens præsident og bestyrelse samt af repræsentanter for de nationale videnskabelige institutioner og for de internationale videnskabelige unioner. 42 nationer er repræsenteret i medlemskredsen, som omfatter alle de industrialiserede lande og alle større udviklingslande. Desuden er et antal store nationale og internationale industrikoncerner tilknyttet COSPAR som bidragydende medlemmer (dog uden stemmeret i Council).
COSPARs aktiviteter foregår indenfor rammerne af specifikke kommissioner og paneler, herunder: 
- Scientific Commission A. Space Studies of the Earth’s Surface, Meteorology and Climate.
- Scientific Commission B. Space Studies of the Moon-Earth System, Planets and small Bodies of the Solar System.
- Scientific Commission C. Space Studies of the Upper Atmospheres of the Earth and Planets.
- Scientific Commission D. Space Plasmas in the Solar System.
- Scientific Commission E. Research in Astrophysics from Space.
- Scientific Commission F. Life Sciences as Related to Space.
- Scientific Commission G. Materials in Space.
- Scientific Commission H. Fundamental Physics in Space.
- Panel on Satellite Dynamics
- Panel on Scientific Ballooning.
- Panel on Potentially Environmentally Detrimental Activities in Space
- Panel on Space Research in Developing Countries.
- Panel on Standard Radiation Belts.
- Panel on Space Weather.
- Panel on Planetary Protection.
- Panel on Capacity Building.

Disse kommissioner og paneler arrangerer møderækkerne på de store to-årlige COSPAR konferencer, men arrangerer tillige andre nationale og regionale symposier, workshops og andre møder, og er desuden ansvarlige for udarbejdelse af modeller for atmosfæren, ionosfæren og strålingsbælterne, og for standarder for rumaktiviteter og forslag til regler for adfærd i rummet, som forelægges FN for international godkendelse.    

## Finansiering
COSPAR finansieres dels ved nationale bidrag fra de tilknyttede medlemslande. Det årlige bidrag varierer fra ca. 23.000 Euro i højeste kategori til 3.000 Euro i laveste. Danmark betaler et årligt bidrag (2016) på 4.353 Euro (næstlaveste kategori). Desuden modtages bidrag fra internationale rumforskningsorganisationer og fra associerede (bidragydende) koncerner. COSPAR konferencer sponsoreres særskilt af ekstra bidrag. Det danske bidrag til COSPAR betales gennem Kgl. Danske Videnskabernes Selskab.    